# Psycho (Red Velvet)
Psycho è un singolo del girl group sudcoreano Red Velvet, unico estratto dalla raccolta The ReVe Festival: Finale il 23 dicembre 2019. 

## Descrizione
La canzone è stata composta da Andrew Scott, Cazzi Opeia e EJAE; è stato arrangiata da Druski e dal produttore discografico di lunga data della SM Entertainment Yoo Young-jin, mentre i testi sono state scritti da Kenzie. 
Psycho è una traccia R&B che incorpora elementi di trap e basso futuro, e parla di una coppia che ha una relazione romantica complicata. 

## Promozione
Un video musicale a tema gotico ha accompagnato l'uscita digitale del singolo.

## Accoglienza
Psycho ha ricevuto recensioni positive dalla critica musicale per la sua resa "fluida e sensuale" e la sua produzione "inquietante", "orecchiabile ma strutturata". Sebbene pubblicato alla fine del 2019, i critici hanno citato il singolo come una delle migliori canzoni K-pop di quell'anno.

## Successo commerciale
La canzone si è classificata al numero uno a Singapore e negli Stati Uniti d'America, dove è stata la seconda canzone numero uno del gruppo nella classifica Billboard World Digital Songs, accomunando il gruppo con le 2NE1 come i gruppi femminili con il maggior numero di voci nella top-10 della classifica. 
Il singolo ha raggiunto il numero due in Malesia e per tre settimane consecutive nella Gaon Digital Chart della Corea del Sud, dando alle Red Velvet il loro dodicesimo ingresso nella top-10 nazionale. 
La canzone è arrivata anche al numero 10 in Nuova Zelanda, e ha trascorso una settimana al numero 99 nella UK Singles Downloads Chart, segnando il debutto nella classifica britannica del gruppo.

## Classifiche

### Classifiche settimanali
| Classifica (2019–20) | Posizione massima |
| -------------------- | ----------------- |
| Corea del Sud        | 2                 |
| Hong Kong            | 4                 |
| Malaysia             | 2                 |
| Singapore            | 1                 |

### Classifiche di fine anno
| Classifica (2020) | Posizione |
| ----------------- | --------- |
| Corea del Sud     | 9         |